# 日本工学院北海道専門学校の人物一覧
日本工学院北海道専門学校の人物一覧は日本工学院北海道専門学校に関係する人物の一覧記事。

## 著名な教員

### 現職
- 平林久和 - ゲームアナリスト

### 元職
- 青山剛 - 室蘭市市長
- 斉藤武 (工学者) - 豊橋技術科学大学元副学長